# Прощавай, моя красуне
«Прощавай, моя красуня» (англ. Farewell, My Lovely) — американський детектив 1975 року.

## Сюжет
Мус Малой, який нещодавно вийшов з в'язниці, наймає приватного детектива Філіпа Марлоу, щоб той знайшов його колишню кохану, яка вже давно перестала писати йому листи. В цей же час багатий джентльмен Маріотт просить Марлоу бути присутнім при викупі вкраденого у нього дорогоцінного намиста. Але під час передачі грошей злочинцям Маріотта вбивають, а Марлоу б'ють по голові, після чого він непритомніє. Марлоу приходить до тями, коли на місці злочину вже знаходиться поліція. Марлоу починає розплутувати цю справу, щоб дізнатися, з ким він зіткнувся. Він дізнається, що намисто належало місіс Грейлі. Поступово розслідування заводить Марлоу все далі і далі, що стає небезпечним для його власного життя.

## У ролях
- Роберт Мітчем — Філіп Марлоу
- Шарлотта Ремплінг — Хелен Грейлі
- Джон Айрленд — детектив Лейтенант Налті
- Сільвія Майлз — Джессі Халстед Флоріан
- Ентоні Зерб — Лерд Брюнетт
- Гаррі Дін Стентон — детектив Біллі Рольф
- Джек О'Хеллоран — Мус Маллой
- Джо Спінелл — Нік
- Сильвестр Сталлоне — Джонні
- Кейт Мерта — Френсіс Емтор
- Джон О'Лірі — Ліндсей Маріотт
- Волтер Макгінн — Томмі Рей